# 황현

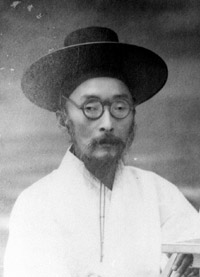
김규진이 찍은 황현의 사진

황현(黃玹, 1855년 12월 11일 ~ 1910년 9월 7일)은 대한제국 조선 왕조 말기의 선비로 시인, 문장가, 역사가, 우국지사이며 대한민국의 독립유공자다.

## 생애
본관은 장수(長水)이고 자는 운경(雲卿)이며 호는 매천(梅泉)이다. 사학자 황의돈(黃義敦)은 그의 7촌 재종질이다. 그는 전라도 광양에서 출생하여, 지난날 한때 전라도 함평에서 잠시 유아기를 보낸 적이 있으며 전라도 구례에서 성장했다. 1892년 봄 운현궁에서 화약이 터지고 여러 건물에 장치된 화약이 발각된 사건이 발생했다. 황현은 명성황후를 배후로 지목했다. 그에 의하면 이 사건은 명성황후가 흥선대원군 일가를 폭살하기 위해 벌였다. 생원시에 합격했으나 낙향하여 제자를 양성하며 지내다가, 1910년 한일 병합 조약 체결을 통탄하며 조약 체결 16일 후 구례군 자택에서 음독 자살했다. 자결하면서 남긴 〈절명시〉(絶命詩)는 장지연(張志淵)이 주필로 있던 《경남일보》에 실렸고, 이는 경남일보 필화 사건의 원인이 됐다.

## 과거 급제
- 1883년 보거과(保擧科)에 합격
- 1885년 생원시 초시에 2등 합격
- 1888년 생원시 복시에 장원 급제

## 사후
1962년 건국훈장 국민장이 추서됐다. 전남 구례군 황현의 집터에는 그의 영정과 위패를 모시는 사당 매천사, 그리고 그의 유품을 전시한 유물관이 있다.

## 저서
- 《매천야록》(梅泉野錄): 편년체의 역사서로서 사료 가치가 풍부하다.
- 《매천집》(梅泉集): 문집이며 유고집으로 출간됐다.

## 같이 보기
- 경남일보 필화 사건
- 매천야록
- 황의돈
- 위정척사사상